# Грб Грузије
Грб Грузије је званични хералдички симбол државе Грузије. Грб је усвојен 1. октобра 2004. Делимично је базиран на средњовековном грбу грузијске краљевске породице Багратиони.
Држачи штита су два усправна лава. Штит на себи има Светог Георгија, заштитника Грузије, који убија змија. Изнад штита је краљевска круна Грузије. Централни део грба на коме се налази Свети Георгије је исти као и централни део руског грба, та повезаност лежи у православној вероисповести која повезује ова два народа.
Мото: Снага лежи у јединству (груз. ძალა ერთობაშია).

## Бивши грбови
Грб који је користила Демократска Република Грузија током постојања 1918—1921. Обновљена употреба 1991, замењен је тренутним 2004.